# Id Tech 1
id Tech 1 er en computerspils-motor, der oprindeligt blev lavet til Id Software spillene Doom og Doom II. Motoren blev også benyttet til Hexen, Heretic, Strife, Freedoom og HacX, og andre spil produceret på licens. Motoren blev skabt af John Carmack, med hjælpefunktioner kodet af Mike Abrash, John Romero, Dave Taylor og Paul Radek. Det blev udviklet på NeXT computere men dog senere portet til DOS op af Dooms første udgivelse og var senere portet til et utal af spilkonsoller og operativsystemer.
Kildekoden til Linux versionen af Doom blev udgivet i 1997 under en licens der gav tilladelse til alt ikke kommercielt brug, og blev senere udgivet under GNU General Public License i 1999. Det store antal af Doom source ports der er skabt efter dengang, tillader Doom at køre på ellers ikke supportet operativsystemer eller tilføjer nye funktioner til motoren.
Det er ikke en fuldblods "3D" motor, da det ikke rigtigt er muligt at kigge op eller ned, og to sektorer kan ikke placeres over eller under hinanden, men alligevel tillader motoren rimelige elegante pseudo-3D rendering. Doom motoren blev senere omdøbt "id-tech 1" og er den første af mange motorer.

## Større spil der er baseret på id Tech 1
- Doom (1993)

- Doom 2 (1994)
  - Final Doom

- Heretic (1995)
  - Hexen: Deathkings of the Dark Citadel

- Strife (1996)